# Clovia jeswieti
Clovia jeswieti är en insektsart som beskrevs av Schmidt 1930. Clovia jeswieti ingår i släktet Clovia och familjen spottstritar. Inga underarter finns listade i Catalogue of Life.